# 퇴직급여충당부채
퇴직급여충당부채(退職給與充當負債)는 근로기준법이나 회사의 사규에 의하여 종업원의 퇴직시에 지급할 퇴직금에 충당하기 위하여 설정하는 부채이다.